# 戦闘用防護衣
戦闘用防護衣（せんとうようぼうごい）は、陸上自衛隊の装備。88式戦闘用防護衣とも呼ばれ、各個人に配備される。外見は旧迷彩（熊笹迷彩）であり、稼動部分の余裕が少ない形となっている。1988年（昭和63年）採用。現在、個人用防護装備に逐次更新中である。地下鉄サリン事件後の除染活動等の際に使用された。

## 構成
従来の化学戦では毒ガスが主体であり、防毒マスクだけでも防護できたが、びらん剤の登場とともに経皮的経路への対策も必要になった。これに伴い、特殊武器戦下での戦闘任務遂行の際に一般隊員が着用するための防護衣が装備化されることとなった。防護マスク4型などと併用して用いられる。
既に化学科隊員などの特技者が使用するための化学防護衣があったが、これはゴム引きだったのに対して、戦闘用防護衣では粒状活性炭をまぶしたウレタンフォームを素材としている。これは通気性と化学剤の侵入防止を両立するための措置で、活性炭素繊維とループパイル布を併用した積層素材を採用している。靴も、化学剤を踏みつけても浸透しない合成ゴム製のオーバーシューズとされた。総重量は約3.8 kgである。

### 構成品一覧
- 防護マスク用フード
- 上衣
- 下衣
- ゴム手袋
- ゴムブーツ
- 携帯型除染具
- 携帯用袋

### 製作
- 東洋紡

## オウム事件での運用
松本サリン事件を受けて、警視庁は都内での化学テロを警戒して独自の防護マスクと生化学防護服を調達していたものの、数は64セットに過ぎなかった。このため、オウム真理教事件に伴う強制捜査の計画が具体化した1995年3月17日には、警察庁警備局警備課から防衛庁に500セットの借用依頼が入り、19日には、陸上自衛隊化学学校において、捜査に参加予定の警視庁機動隊員300人と捜査一課の捜査員25人に対して防護マスクおよび戦闘用防護衣の装着訓練が実施された。
3月20日の地下鉄サリン事件を受けた災害派遣の際には、化学学校の教官達や第101化学防護隊の隊員が化学防護衣を着用していたのに対し、第32普通科連隊の隊員は戦闘用防護衣を着用していた。またこの事件を受けて強制捜査の規模が拡大されたため、21日には2回めの装着訓練が行われ、機動隊員500名と捜査員25名が受講した。戦闘用防護衣の借用数も更に増加し、合計3,700着となった。22日の山梨県西八代郡上九一色村（現・南都留郡富士河口湖町）への強制捜査の際には、警察庁長官の指示に従い、機動隊員は戦闘用防護衣が目立たないように上から合羽を着て、防護マスクも腰の袋に入れていたが、地下鉄サリン事件でサリンに身近に接した経験をしていた捜査員たちは、マスクも防護衣も着用した状態で踏み込んだ。

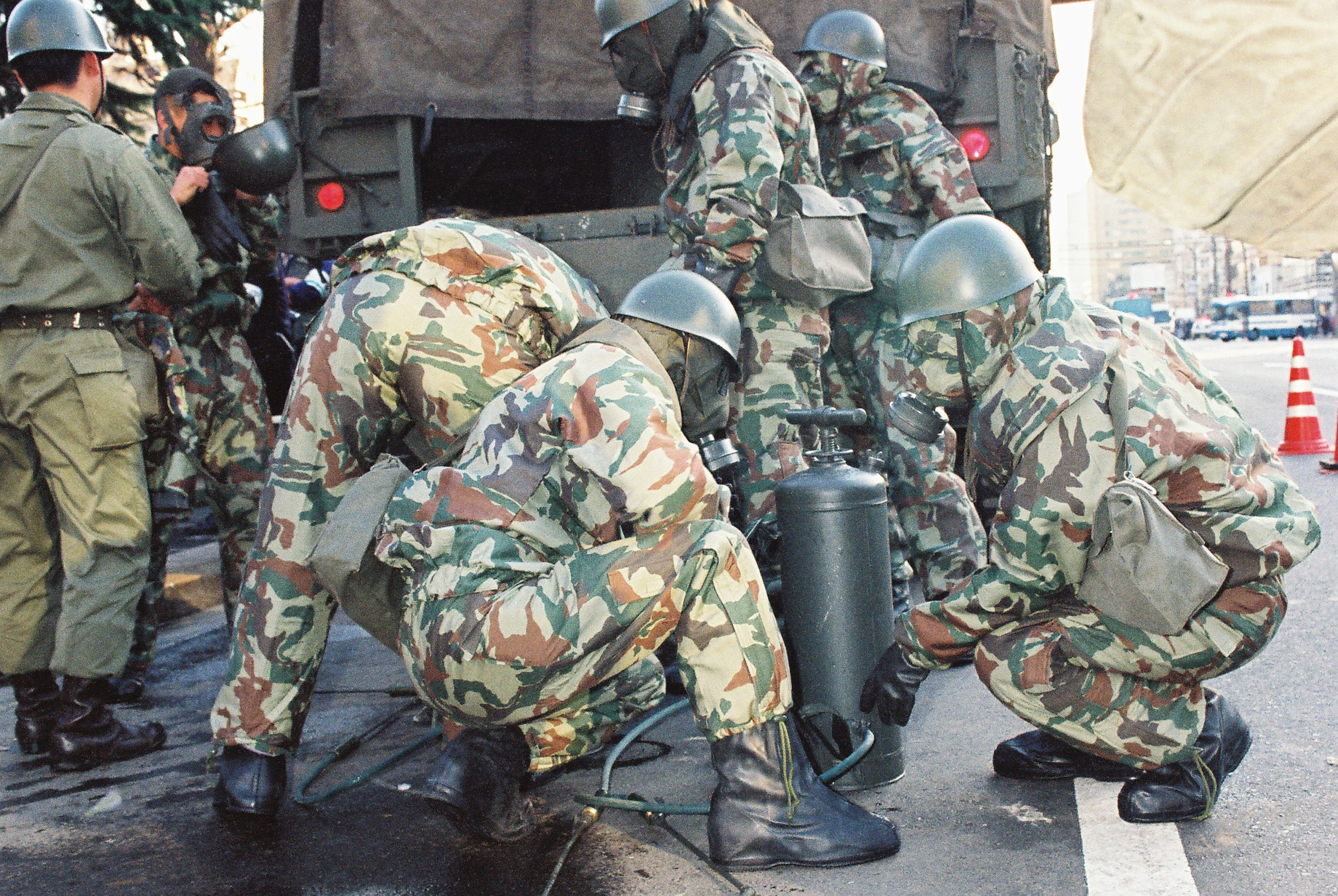
戦闘用防護衣を着用し、携帯型除染具などを準備する第32普通科連隊隊員
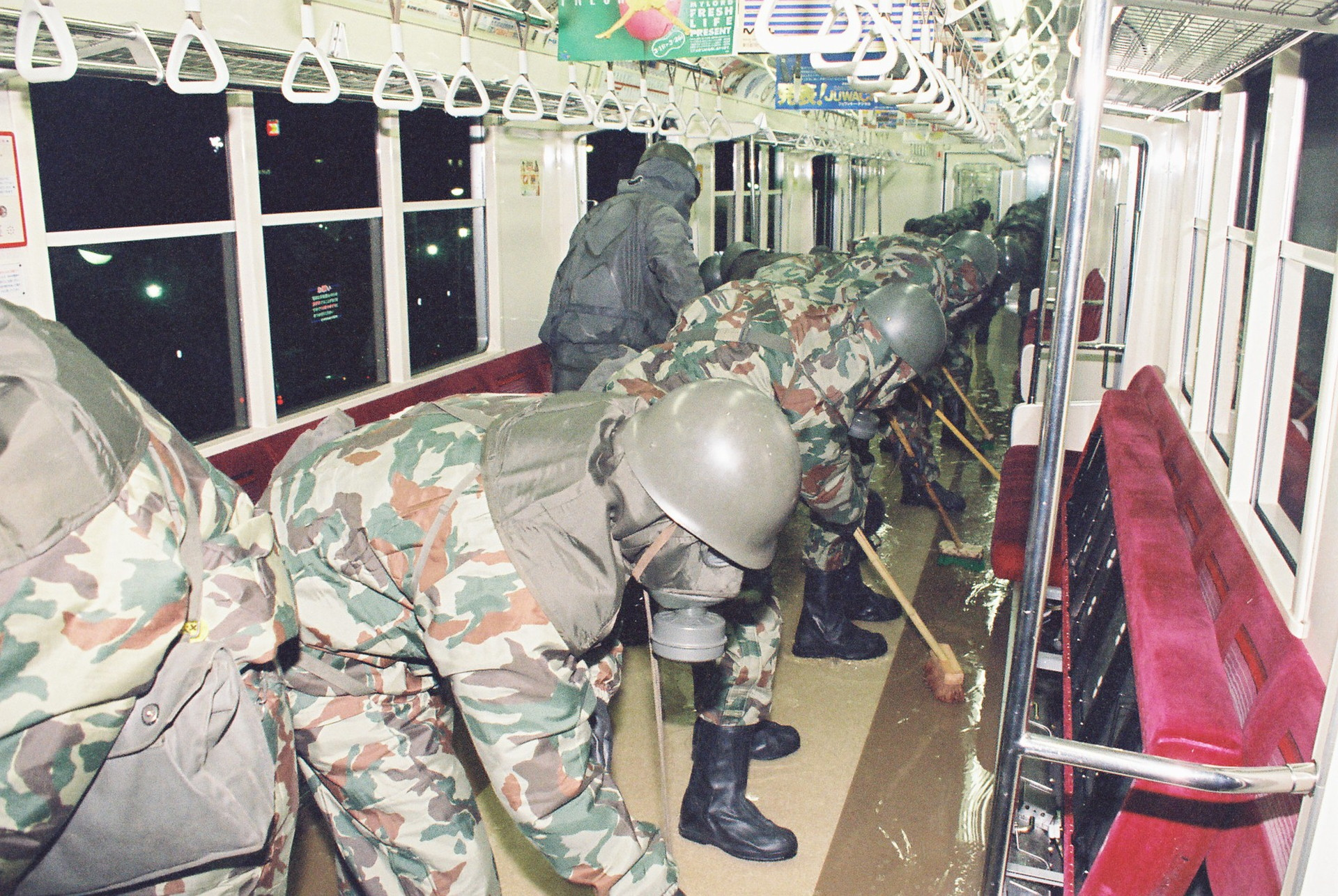
戦闘用防護衣を着用し、デッキブラシで車内を除染する第32普通科連隊隊員
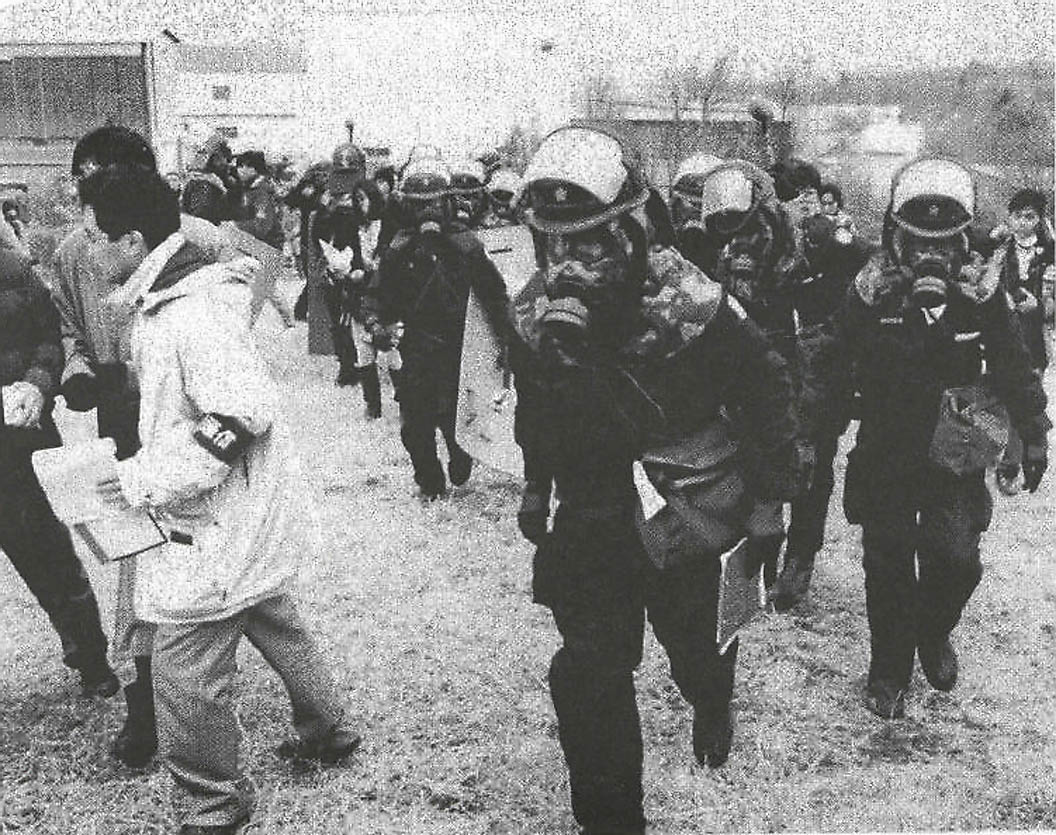
防護マスクおよび戦闘用防護衣を着用して強制捜査に向かう捜査員